# Them or Us
Them or Us je studiové album amerického rockového multiinstrumentalisty Franka Zappy, vydané v říjnu roku 1984.

## Seznam skladeb
Všechny skladby napsal Frank Zappa, pokud není uvedeno jinak.

### Strana 1
1. "The Closer You Are" (Earl Lewis, Morgan "Bobby" Robinson) – 2:55
2. "In France" – 3:30
3. "Ya Hozna" – 6:26
4. "Sharleena" – 4:33

### Strana 2
1. "Sinister Footwear II" – 8:39
2. "Truck Driver Divorce" – 8:59

### Strana 3
1. "Stevie's Spanking" – 5:23
2. "Baby, Take Your Teeth Out" – 1:54
3. "Marqueson's Chicken" – 7:33
4. "Planet of My Dreams" – 1:37

### Strana 4
1. "Be in My Video" – 3:39
2. "Them or Us" – 5:23
3. "Frogs with Dirty Little Lips" (Frank Zappa, Ahmet Zappa) – 2:42
4. "Whippin' Post" (Gregg Allman) – 7:32

## Sestava
- Frank Zappa – kytara, klávesy, zpěv
- Tommy Mars – klávesy, zpěv
- Patrick O'Hearn – baskytara
- Scott Thunes – zpěv, syntezátor, baskytara
- Johnny "Guitar" Watson – zpěv, kytara
- Ray White – kytara, zpěv, doprovodný zpěv
- Moon Unit Zappa – zpěv
- Ed Mann – perkuse
- Chad Wackerman – bicí, zpěv
- Ike Willis – zpěv, doprovodný zpěv
- Arthur Barrow – baskytara
- Napoleon Murphy Brock – saxofon, zpěv
- Brad Cole – piáno
- Roy Estrada – zpěv, doprovodný zpěv, baskytara
- Bob Harris – klávesy, zpěv
- Thana Harris – vocals, harmony
- Steve Vai – kytara
- Dweezil Zappa – kytara
- George Duke – klávesy, zpěv, piáno
- Bobby Martin – klávesy, saxofon, harmonika, zpěv